# Ville Ritola
Vilho Eino „Ville“ Ritola (Peräseinäjoki, 1896. január 18. – Helsinki, 1982. április 24.) finn hosszútávfutó olimpiai bajnok. A "repülő finnek" egyikeként vált nemzetközileg ismert sportolóvá.

## Élete
Ritola, kinek gúnyneve "Peräseinäjoen Susi" (Peräseinäjoen farkasa) volt, követve hét nővérét, akik már korábban az Egyesült Államokba költöztek, 1913-ban szintén Amerikába emigrált. Ott belépett a Finn-amerikai Könnyűatlétika Klubba és együtt edzett Hannes Kolehmainennel, aki az 1912. évi olimpia után szintén az USA-ba emigrált. Kolehmainen rá akarta beszélni Ritolát az 1920. évi olimpián való részvételre, de Ritola úgy vélte, hogy még nem áll készen egy olimpiai megmérettetésre.
Négy évvel később, 1924-ben indult a párizsi olimpián, ahol négy arany- és két ezüstérmet nyert. 10 000 méteren 12 másodperccel javította meg a saját világcsúcsát. Három nappal később 75 méteres előnnyel nyerte a 3000 méteres akadályfutást. Egy nappal ezután második lett az 5000 méteres síkfutásban, melynek hajrájában csak egy hajszállal kapott ki Nurmitól. A mezei futás egyéni számában újra Paavo Nurmi mögött lett ezüstérmes, a finn csapat tagjaként pedig a dobogó legmagasabb fokán állt. Végül Nurmival együtt megnyerte a 3000 méteres síkfutás csapatversenyét.
1928-ban az amszterdami olimpián 10 000 méteren második volt, az 5000 métert pedig megnyerte. Olimpiai érmeinek száma ezzel 5 arany- és 3 ezüstéremre nőtt. Ritola a finn bajnokságban sosem vett részt, az Egyesült Államok bajnokságában azonban számos érmet nyert. Amerikai bajnok volt 1927-ben a 6 mérföldes távon. 10 mérföldön öt ízben - 1922, 1923, 1925, 1926, 1927 -, a 2000 yardos akadályfutásban háromszor - 1923, 1926, 1927 -, és mezei futásban szintén ötször - 1922, 1923, 1925, 1926, 1927 - nyerte el az Egyesült Államok bajnoka címet.
Az 1928. évi olimpiai játékok után vonult vissza az élsportból. 1971-ben hazatért Finnországba.

### Fordítás
- Ez a szócikk részben vagy egészben  a   Ville Ritola című német Wikipédia-szócikk ezen változatának fordításán alapul.  Az eredeti cikk szerkesztőit annak laptörténete sorolja fel. Ez a jelzés csupán a megfogalmazás eredetét és a szerzői jogokat jelzi, nem szolgál a cikkben szereplő információk forrásmegjelöléseként.